# Худяково (Курганская область)

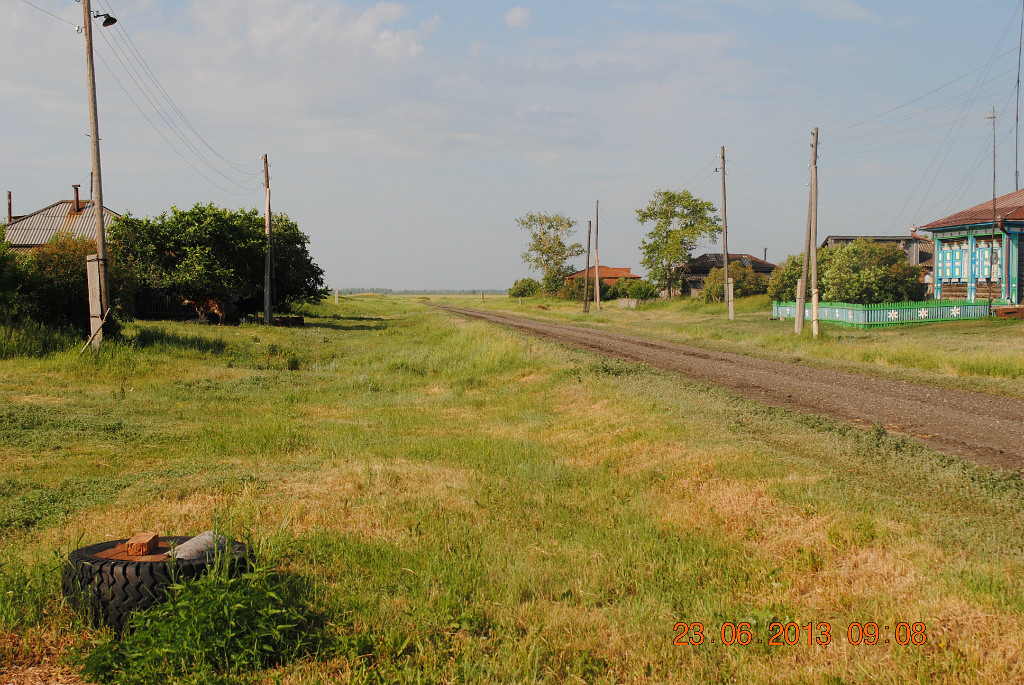
д. Худяково 2013 год

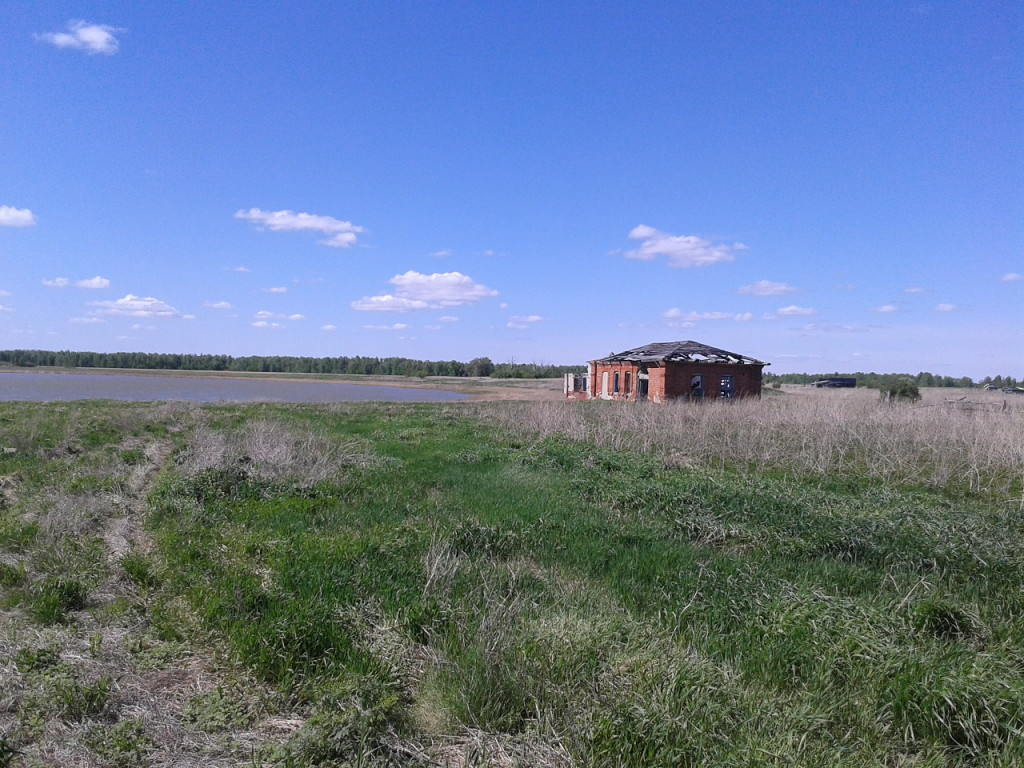
Здание столовой

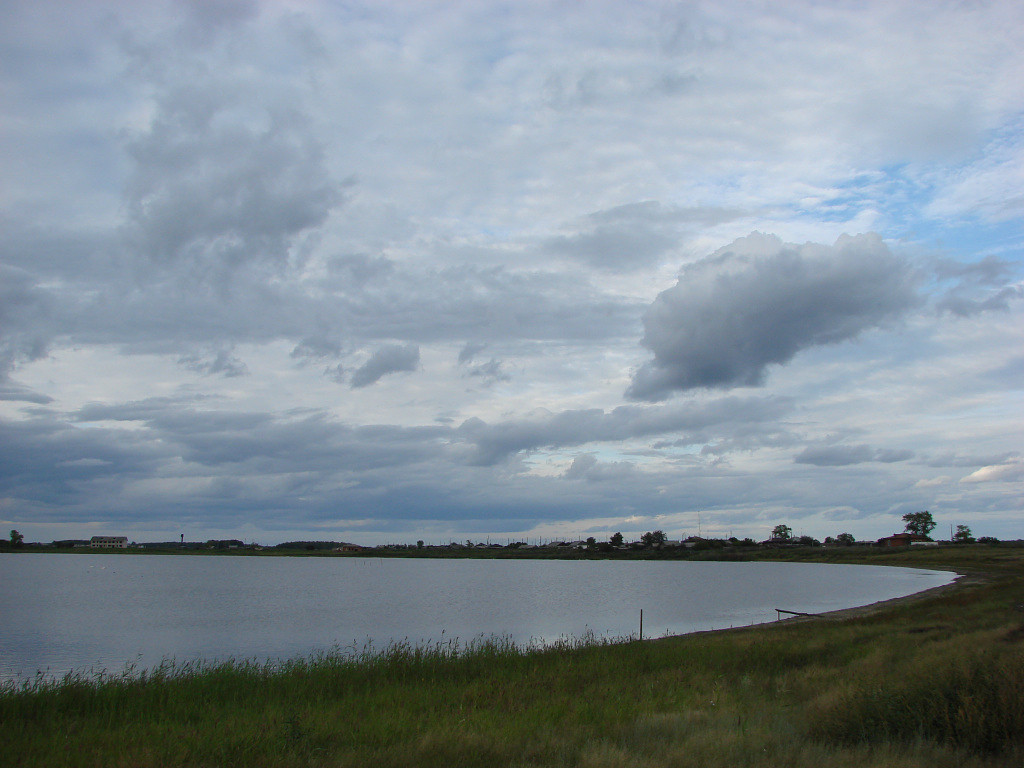
Озеро д. Худяково

Худяково — деревня в Лебяжьевском муниципальном округе Курганской области России.

## География
Деревня находится на востоке области, в пределах юго-западной части Западно-Сибирской равнины, в лесостепной зоне, на расстоянии примерно 28 километров (по прямой) к юго-юго-востоку (SSE) от рабочего посёлка Лебяжье, административного центра района. Абсолютная высота — 148 метров над уровнем моря.

### Климат
Климат характеризуется как резко континентальный, с холодной продолжительной малоснежной зимой и тёплым сухим летом. Среднегодовая температура — 2 °C. Средняя температура воздуха самого холодного месяца (января) составляет −17 °C (абсолютный минимум — −48 °С); самого тёплого месяца (июля) — 20 °C (абсолютный максимум — 41 °С). Годовое количество атмосферных осадков — 385 мм, из которых 290 мм выпадает в период с апреля по октябрь. Продолжительность периода с устойчивым снежным покровом равна 145 дням.

## История
С 1845 года в метрических книгах церкви Марии Магдалины можно увидеть подробные записи о вновь прибывающих поселенцах из Воронежской, Рязанской, Владимирской губерний. Ехали купцы, государственные и вольноотпущенные крестьяне. Например, приехали в «деревню Чебаков из Владимирской губернии Вязниковского уезда, деревни Китайной, вольноотпущенный от Графини Любови Барх крестьянин Архип Ксенофонтов Захаров; Рязанской губернии Ямской слободы крестьянин Иван Дмитриев Веретенников». Больше всего записей о государственных крестьянах Смоленской губернии. Осенью 1853 года «проследовали из Смоленской губернии в трех партиях 552 души в Курганский округ, Тобольской губернии». Такие сведения дают и Документы Тобольской казенной палаты, Отдел казначейства. Фактическое число переселенцев еще больше. По ведомости Тобольского губернского управления земледелия и государственных имуществ узнаем про Кривинскую волость следующее: <…>
4) «При озере Худяков расстоянием от села Лопаток в 6 верстах, одним селением водворено 166 душ муж. пола из Смоленской губернии Дороголюбского округа Тиховицкой волости».
До 1917 года д. Худякова входила в Лопатинскую волость Тобольской губернии. Затем в составе Лопатинского и Лебяжьевского районов входила в Уральскую, Челябинскую и Курганскую области.
Лопатинский район был образован в составе Курганского округа Уральской области в ноябре 1923 года. В 1930 году окружное деление в СССР было отменено и район перешёл в прямое подчинение Уральской области. В июне 1931 года Лопатинский район был упразднён, а его территория передана в Лебяжьевский район. Лопатинский район был восстановлен в составе Челябинской области в январе 1935 года из частей Лебяжьевского (Батыревский, Большекуреинский, Воздвиженский, Гусиновский, Калашинский, Лопатинский, Малокуреинский, Моховской, Пеганский, Песьянский, Покровский, Приволинский, Степновский, Сухменский, Требушиненский, Худяковский и Хуторской с/с) и Половинского (Успенский с/с) районов. 6 февраля 1943 года Лопатинский район вошёл в состав Курганской области.
14 июня 1954 года Худяковский сельский совет был упразднён. 1 февраля 1963 года Лопатинский район был упразднён, д. Худяково вошло в состав Лебяжьевского района.

## Население
| 1869 | 1893 | 1904 | 1912  | 1928  |
| ---- | ---- | ---- | ----- | ----- |
| 347  | ↗621 | ↗763 | ↗1126 | ↗1179 |
| 1989 | 2002 | 2010 |       |       |
| ↘161 | ↘127 | ↘33  |       |       |

Национальный состав
Согласно результатам Всероссийской переписи населения 2002 года, в национальной структуре населения русские составляли 71 %, казахи — 29 %.